# Federico Bilbao
Federico Bilbao Solozabal (Getxo, 6 gennaio 1935) è un ex calciatore spagnolo, di ruolo attaccante.

## Carriera

### Club
Cresciuto calcisticamente con l'Athletic Bilbao, debutta nella Primera División spagnola nella stagione 1953-1954, durante la partita Espanyol-Athletic (0-0) del 31 gennaio 1954.
Tutta la sua carriera si svolge con i baschi, con cui vince un campionato e due Coppe del Generalìsimo.

## Palmarès

### Competizioni nazionali
- Campionato spagnolo: 1

Athletic Bilbao: 1955-1956
- Coppa di Spagna: 2

Athletic Bilbao: 1956 e 1958